# Luis del Val
Luis del Val Velilla (Zaragoza, 28 de junio de 1944) es un periodista y escritor español.

## Biografía
Periodista y escritor, nacido en Zaragoza, aunque de familia descendiente de la villa zaragozana de Ateca,  estudió Magisterio, pero desde muy joven se decantó por el periodismo hasta tal punto que su trayectoria profesional está estrechamente vinculada al mundo de la radio. Fue diputado en la legislatura constituyente por la UCD.
Después fue cofundador de la revista Cadete en Radio Zaragoza y después trabajó en Radio Gandía, Radio Juventud, Estudio 7 de Radio Zaragoza y fue redactor en Cita a las cinco de Basilio Rogado y Hoy por hoy de Iñaki Gabilondo.
También ha sido colaborador en la edición aragonesa de Pueblo, con Santiago Lorén y Alfonso Zapater, Diario 16, Interviú, Tiempo y El Periódico de Aragón.
Entre 1980 y 1982 fue director de Radiocadena Española.
Posteriormente fue guionista de programas como Viva el espectáculo (La 1), Con ustedes, Pedro Ruiz (Antena 3) y Encantado de la vida (Antena 3).
Actualmente es colaborador de La tarde de Cope y desde 2015 en Herrera en COPE con Carlos Herrera en COPE.

## Obras
- Buenos días, señor ministro (1989).
- Los juguetes perdidos (1996).
- Prietas las filas (1999).
- Con la maleta al hombro (2000).
- Cuentos del mediodía (2000).
- Caramba, qué país (2001).
- Las amigas imperfectas (2003).
- Volveremos a Venecia (2005).
- Cuentos de medianoche (2006).
- Crucero de otoño (2009).
- Afán de gloria (2009).
- 50 miradas de España (2009).
- Estamos dentro (2010).
- Reunión de amigas (2013).
- La transición perpetua (2015).
- Mi querida España (2018).
- Memoria y olvido (2021).

## Premios  y distinciones
- Premio Café Gijón por la novela Buenos días, señor ministro.[8]
- Micrófono de Oro de la Asociación de Profesionales de Radio y Televisión 1989.[9]
- Premio Ondas 1990 por el programa Sé que estás ahí de la COPE (1988-1992).
- Distinción como embajador de lujo de Aragón, concedida por la Asociación de la Prensa de dicha comunidad en la edición 2000 de sus premios.
- Premio Ondas 2002 al mejor periodista innovador por el espacio Carta abierta del programa Hoy por hoy.
- Racimo de Oro nacional 2002.
- Premio APEI-PRTV en 2002 en la categoría de radio.
- Premio Ateneo de Sevilla de Novela con la novela Las amigas imperfectas (ISBN 84-8433-339-5).
- I Premio Internacional de Novela Solar de Samaniego con la novela La transición perpetua (ISBN 978-84-9067-339-3).
- Hijo Adoptivo de Ateca año 2004.[10]
- Premio Logroño de Novela en 2012 por Reunión de amigas.[11]

## Premio de Relatos "Luis del Val"
El ayuntamiento de Sallent de Gállego ha creado un premio de relatos en aragonés y en castellano que lleva el nombre del escritor y periodista Premio de Relatos "Luis del Val", que se convoca interrumpidamente desde el año 2004.[cita requerida]